# Николаевка (Песчанская сельская территория)
Николаевка — село в Старооскольском городском округе Белгородской области, входящее в состав Песчанской сельской территории.

## География
Село Николаевка расположено в 9 км к западу от г. Старый Оскол и непосредственно соседствует с селом Песчанка. Через село проходит железная дорога и имеется одноименный остановочный пункт. К югу от села протекает река Осколец.
Село расположено в лесостепной зоне. Рельеф представляет собой всхолмленную равнину. Климат умеренно континентальный с холодной зимой и тёплым летом.

## История
Указом Президиума Верховного Совета СССР от 6 января 1954 года образована Белгородская область, в состав которой вошёл Старооскольский район, а в его состав вошла и Николаевка.

## Население
| 2002 | 2010 |
| ---- | ---- |
| 309  | ↘176 |